# Hinzdorf
Hinzdorf ist ein Ortsteil der Stadt Wittenberge im Landkreis Prignitz in Brandenburg.

## Geografie
Der Ort liegt gut fünf Kilometer südöstlich von Wittenberge unmittelbar am rechten Ufer der Elbe. Er ist umgeben vom FFH-Gebiet Elbdeichvorland, dem Vogelschutzgebiet Unteres Elbtal, dem Naturschutzgebiet Wittenberge-Rühstädter Elbniederung, dem Biosphärenreservat Flusslandschaft Elbe und dem Landschaftsschutzgebiet Brandenburgische Elbtalaue.
Die Gemarkung wird im Norden durch die Karthane und die jenseits liegende Gemeinde Breese begrenzt. Im Osten grenzt das Gebiet an Klein Lüben und den zugehörigen Wohnplatz Scharleuk. Südlich fließt die Elbe und diese bildet hier die Grenze zu Beuster in Sachsen-Anhalt. Im Westen sind Schadebeuster und Zwischendeich die Nachbarorte.

## Geschichte
Im Jahr 1454 wird der Ort erstmals schriftlich erwähnt, damals in der Schreibweise Hinrickstorpp. 1490 ist der Ort in Belegen unter der Bezeichnung Hinrickstorp und 1542 unter Heinrichsdorff verzeichnet.
1946 gehörte der Ort zum Landkreis Westprignitz im neu gegründeten Land Brandenburg und verzeichnete 174 Einwohner. Am 25. Juli 1952 kam die damalige Gemeinde zum neu geschaffenen Kreis Perleberg und wurde am 20. Oktober 1971 ein Ortsteil der Stadt Wittenberge. Ab 17. Mai 1990 bestand der bisherige Kreis als Landkreis Perleberg fort und ging am 6. Dezember 1993 im heutigen Landkreis Prignitz auf. 2006 verfügte der Ort über 99 Einwohner.
| Jahr      | 1875 | 1890 | 1910 | 1925 | 1933 | 1946 | 2006 |
| --------- | ---- | ---- | ---- | ---- | ---- | ---- | ---- |
| Einwohner | 116  | 110  | 122  | 126  | 123  | 174  | 99   |

## Sehenswürdigkeiten

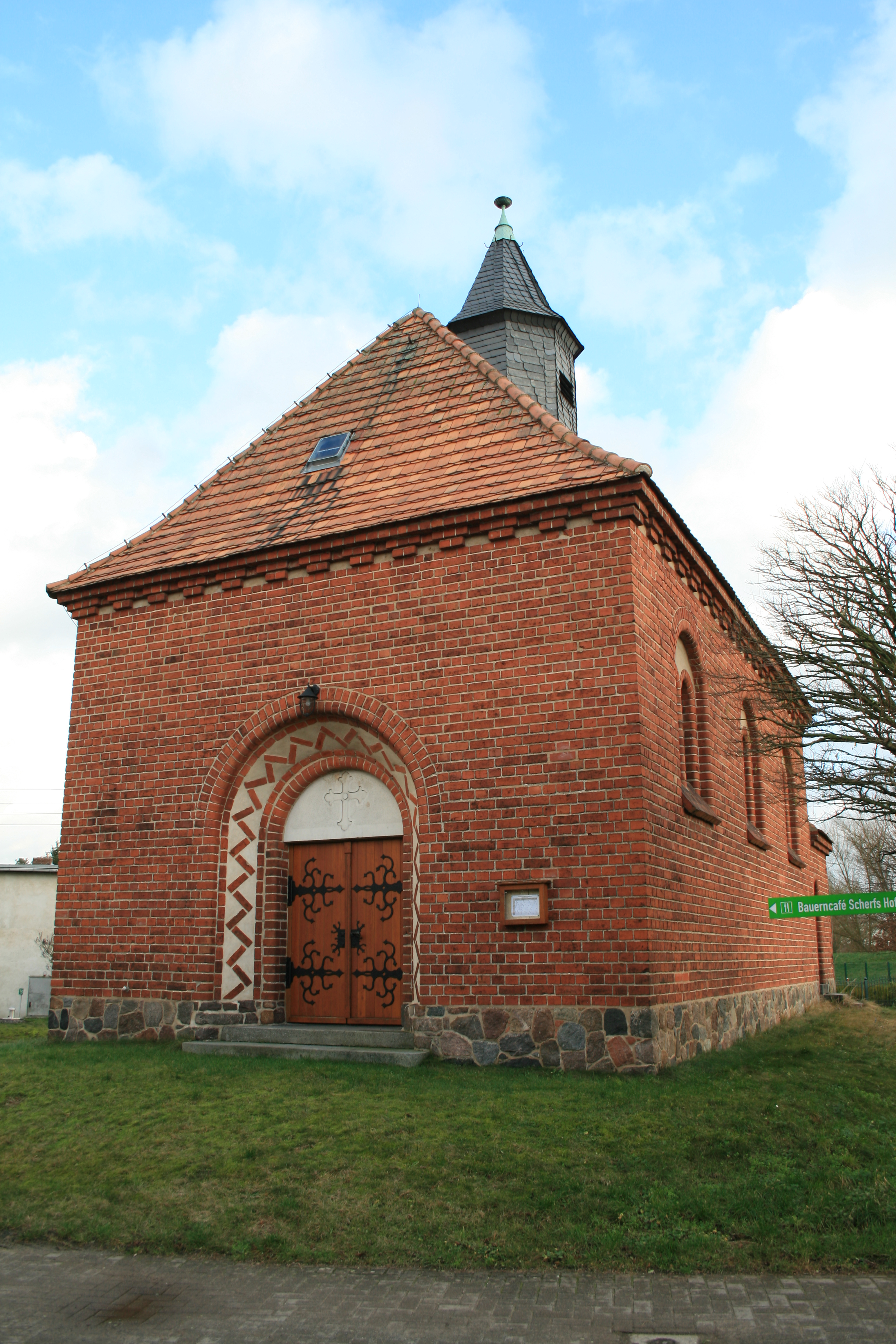
Dorfkirche in Hinzdorf

- Dorfkirche, erbaut 1908